# Penelope (rose)
'Pénélope' est un cultivar de rosier hybride de Rosa moschata obtenu en Angleterre en 1924 par le révérend Pemberton. Il est plébiscité depuis un siècle pour sa longue floraison et son coloris doucement rosé et orangé, devenant de plus en plus pâle. 

## Description
Ce cultivar fameux présente de longues branches souples portant de gros bouquets d'églantines semi-doubles, de couleur blanc ivoire teinté de rose pâle. Elles s'ouvrent sur des étamines jaune foncé et sont groupées en de multiples grappes. Le cœur de la fleur est d’un jaune doux et ses pétales sont chiffonnés. La floraison est très remontante du début de l’été jusqu’aux gelées. Ce magnifique rosier a besoin de soleil, mais peut tenir à mi-ombre. Sa zone de rusticité est de 5b à 9b; il résiste donc au froid rigoureux. Il fait merveille en haies.
Ses fleurs tiennent très bien en vase.

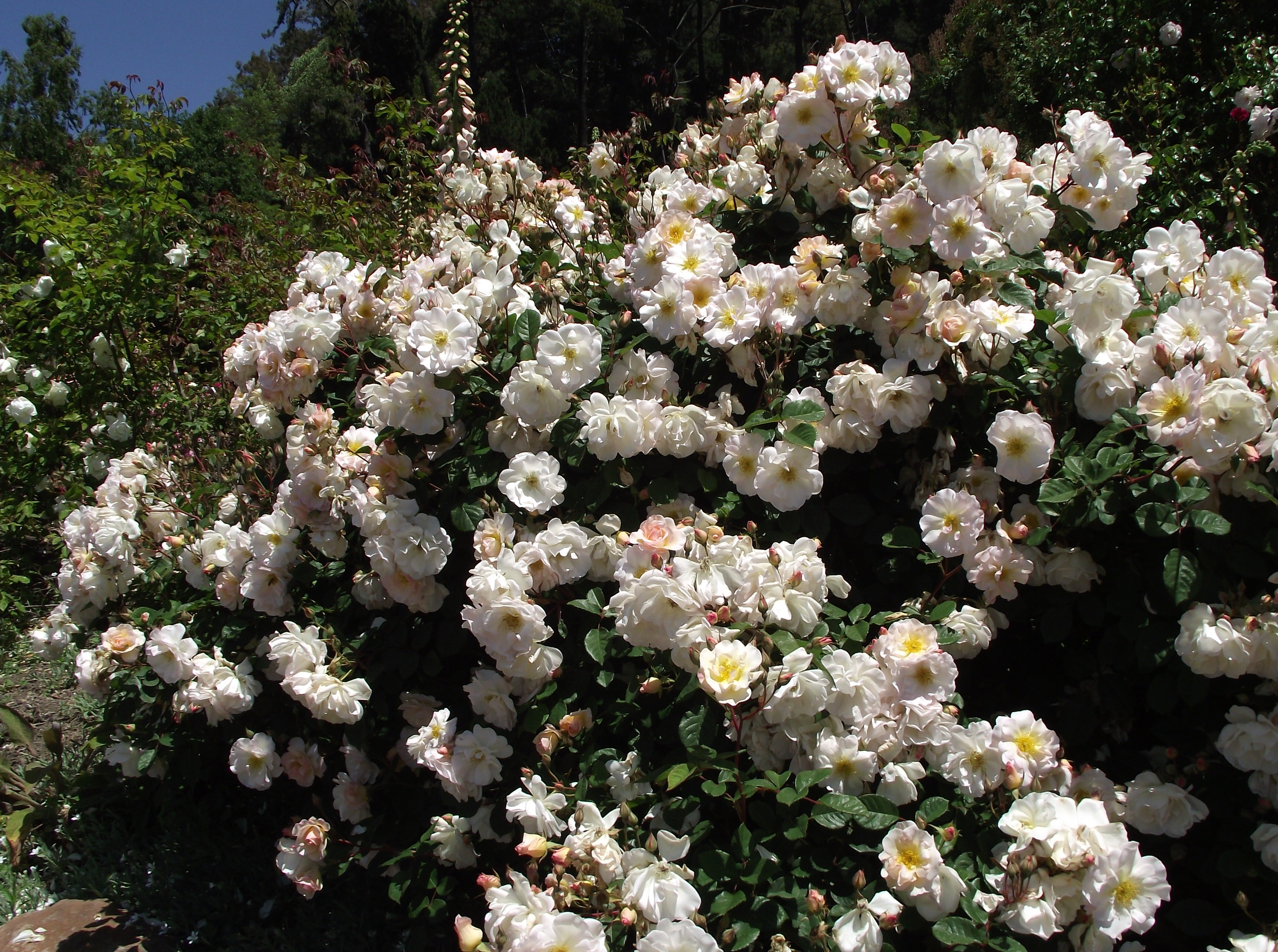
Buisson de 'Pénélope' au jardin botanique de Berkeley (Californie).

Il est issu du pollen de l'hybride de thé 'Ophelia' (Paul, 1913) et d'un semis non nommé.